# Bagliani Point
Der Bagliani Point ist eine vorgebirgsartige Landspitze an der Küste des ostantarktischen Kemplands. Sie entspringt 0,5 km östlich der Landspitze Kloa dem Edward-VIII-Plateau.
Das Antarctic Names Committee of Australia benannte sie 1978 nach dem Geophysiker Fulvio Bagliani, der in den antarktischen Wintern der Jahre 1975 und 1977 auf der Mawson-Station tätig war.